# Fornicia thoseae
Fornicia thoseae är en stekelart som beskrevs av Wilkinson 1930. Fornicia thoseae ingår i släktet Fornicia och familjen bracksteklar. Inga underarter finns listade i Catalogue of Life.